# Аджаметова, Лейля Ильясовна
Ле́йля Илья́совна Аджаме́това (укр. Лейля Ільясівна Аджаметова; крымскотат. Leylâ İlyas qızı Acametova, Лейля Ильяс къызы Аджаметова; род. 9 марта 1994, Узбекистан) — украинская легкоатлетка. Чемпионка и призёрка Летних Паралимпийских игр. Чемпионка Украины. Кандидат в мастера спорта Украины.
Родилась в Узбекистане. В 1999 году со семьей переехала в Крым.
С 11 лет занимается легкой атлетикой. Сейчас тренируется в Харьковском региональном центре по физической культуре и спорту инвалидов «Инваспорт».
Двукратная чемпионка (100 м — с установлением рекорда мира, 400 м), серебряный призёр (200 м — с установления рекорда Европы) международного турнира 2016 года.

## Знаки отличия и награды
- Орден «За заслуги» III ст. (4 октября 2016 года) — За достижение высоких спортивных результатов на XV летних Паралимпийских играх 2016 года в городе Рио-де-Жанейро (Федеративная Республика Бразилия), проявленные мужество, самоотверженность и волю к победе, утверждение международного авторитета Украины[1]